# Alexander Ivanov (Schachspieler)
Alexander Ivanov (russisch Александр Владимирович Иванов/Alexander Wladimirowitsch Iwanow; * 1. Mai 1956 in Omsk) ist ein US-amerikanischer Schachspieler und -trainer mit Wurzeln in der Sowjetunion.

## Leben
Ivanov lernte das Schachspielen von seinem Vater, einem Journalist aus Archangelsk. Mit zehn Jahren fing er an, eine Schachsektion im Pionierpalast zu besuchen. Er wurde trainiert von Jan Karbasnikow, der auch Wolodymyr Malanjuk und Natalja Konopljowa betreute. Ivanov gewann mit der russischen Mannschaft die All-Union Jugendspiele 1973 in Vilnius und zeigte mit 8 Punkten aus 8 das beste Ergebnis am zweiten Brett. Der Sieg beim Mannschaftspokal der Sportvereinigungen in Moskau mit Burewestnik (Wassili Smyslow, Mark Taimanow, Juri Balaschow und andere Spieler) folgte im nächsten Jahr. Mit 5,5 Punkten aus 9 schnitt Ivanov am Jugendbrett am besten ab. Im Jahr 1974 erhielt er den Titel Meister des Sports der UdSSR, die Norm dafür erfüllte er bei einem Halbfinale der russischen Meisterschaft. Bei der U20-Europameisterschaft 1974/75 in Groningen war er Erster in der Gruppe B.
In den 1970er Jahren absolvierte Ivanov ein Studium der Ökonomie an der Lomonossow-Universität in Moskau. Seine weiteren Lebensstationen in der Sowjetunion waren Gorki und Klaipėda. Mit der sowjetischen Auswahl belegte er bei den U26-Mannschaftsweltmeisterschaften in der Mexiko-Stadt 1978 den zweiten und 1980 den ersten Platz. Im Jahr 1980 war er mit Edvīns Ķeņģis geteilter Sieger des All-Union Jungmeisterturniers in Riga. In den Jahren 1981 und 1983 nahm er mit der litauischen Mannschaft an der sowjetischen Mannschaftsmeisterschaft in Moskau teil. Die Einzelmeisterschaft der baltischen Republiken gewann er 1982 in Pärnu und 1987, geteilt mit Lembit Oll und Leonid Bassin, in Kuldīga.
Im Jahre 1988 siedelte er in die Vereinigten Staaten über. Beim Schachfestival Biel 1989 teilte er hinter Matthias Wahls und Lev Gutman den dritten Platz. Im Jahr 1988 verlieh ihm die FIDE den Titel eines Internationalen Meisters, drei Jahre später wurde er Großmeister. Eine der GM-Normen hatte er sich beim Arnold-Cup 1991 in Gausdal erspielt. Im August 1992 teilte er mit Anatoli Karpow und Boris Gulko den ersten Platz beim gut besetzten Schnellschachturnier in Moskau, verlor danach den Stichkampf und wurde Dritter. Ende 1995 teilte er den Sieg mit Nick de Firmian und Patrick Wolff bei der US-Meisterschaft in Modesto. Im Jahr 1998 wurde er in San Felipe (Venezuela) Panamerikanischer Meister. In den Jahren 1989, 2000, 2001 und 2006 teilte er den ersten Platz beim World Open. Beim 4. American Continental 2007 in Cali war er ebenfalls geteilter Erster. Er nahm viermal am K.o.-Turnier um die FIDE-Weltmeisterschaft und viermal am Schach-Weltpokal teil, kam jedoch nie über die zweite Runde hinaus. Im Jahr 2002 spielte er am zweiten Reservebrett der US-Mannschaft bei der Schacholympiade in Bled. In der United States Chess League spielt er seit 2012 für die New England Nor'easters. Mit seiner Elo-Zahl von 2600 lag er im Januar 1997 auf dem Platz 60 der Weltrangliste.
Als Trainer unterstützte Ivanov die US-Frauenmannschaft, Wassili Smyslow und Gata Kamsky. Er lebt mit seiner Ehefrau, der Internationalen Meisterin der Frauen Esther Epstein, in Newton (Massachusetts).